# ザ・ストロンゲスト
クルブ・ザ・ストロンゲスト（スペイン語: Club The Strongest）は、ボリビアの首都ラパスを本拠地とするサッカークラブチーム。ボリビア国内サッカーリーグの初代王者である。100年間トップディビジョンに在籍し続けるボリビア唯一のクラブである。同じラパスを本拠地とするボリバルとはライバル関係にある。ボリバル、オリエンテ・ペトロレロに次いで、ボリビアで3番目に人気のあるクラブである。

## タイトル

### 国内タイトル
- ディビシオン・プロフェシオナル:15回

1952, 1964, 1974, 1977, 1986, 1989, 1993, 2003-A, 2003-C, 2004-C, 2011-A, 2012-C, 2012-A, 2013-A, 2016-A

### 国際タイトル
なし

## 現所属メンバー
注：選手の国籍表記はFIFAの定めた代表資格ルールに基づく。
| No. | Pos. |            | 選手名                       |
| --- | ---- | ---------- | ---------------------------- |
| 1   | GK   | ボリビア   | グスタボ・フェルナンデス     |
| 2   | DF   | ボリビア   | ダビド・チェカ               |
| 3   | MF   | ボリビア   | アレハンドロ・チュマセロ     |
| 5   | DF   | ボリビア   | フェルナンド・マルテリ       |
| 6   | DF   | ボリビア   | アブラアム・カブレラ         |
| 7   | FW   | ボリビア   | ロドリゴ・バルガス           |
| 8   | MF   | ボリビア   | ディエゴ・ベハラノ           |
| 9   | FW   | パラグアイ | カルロス・ネウマン           |
| 10  | MF   | ボリビア   | パブロ・ダニエル・エスコバル |
| 11  | MF   | パラグアイ | エルネスト・クリスタルド     |
| 12  | DF   | ボリビア   | ハイル・トリコ               |
| 13  | GK   | ボリビア   | ホセ・ペニャリエタ           |
| 14  | DF   | ボリビア   | ディエゴ・ワヤル             |
| 15  | DF   | ウルグアイ | ルイス・マルドナード         |

| No. | Pos. |              | 選手名                 |
| --- | ---- | ------------ | ---------------------- |
| 16  | MF   | ボリビア     | ワルテル・ベイサガ     |
| 17  | MF   | ボリビア     | ジョン・ハイロ・オッタ |
| 18  | FW   | ボリビア     | ロドリゴ・ラマージョ   |
| 19  | GK   | ボリビア     | ダニエル・バカ         |
| 20  | MF   | アルゼンチン | マリアーノ・トーレス   |
| 21  | DF   | ボリビア     | ラミロ・バジビアン     |
| 22  | FW   | ボリビア     | ダニエル・チャベス     |
| 23  | FW   | ウルグアイ   | マティアス・アロンソ   |
| 24  | DF   | ボリビア     | フリオ・セサル・ペレス |
| 25  | MF   | ボリビア     | Yhon Jairo Villegas    |
| 26  | MF   | ボリビア     | ラウール・カストロ     |
| 27  | FW   | ボリビア     | Freddy Abastoflor      |
| 28  | FW   | ボリビア     | ダニエル・コカ         |
| 29  | MF   | ボリビア     | ブリアン・チャコン     |

## 歴代所属選手

### DF
- ロナルド・グティエレス
- オスカル・カメロ・サンチェス
- イバン・カスティージョ
- クリスティアン・イスラエル・バルガス
- ホセ・カルロス・パズ・ガルシア
- マルセロ・カルバッロ
- リンベルト・モレヨン
- ロイ・スミス 2013

### MF
- フリオ・セザール・バルディビエソ 2006
- リカルド・ロハス
- ゴンサロ・ガリンド
- ルイス・クリスタルド 2001-2006

### FW
- ビクトル・ウーゴ・アンテロ 1996
- リンベルグ・メンデス
- フロイラン・レデスマ
- ケニー・クニンガム 2013